# Яблоньовка
Яблоньовка (словац. Jabloňovka) — річка в Словаччині; ліва притока Сикениці довжиною 20.5 км. Протікає в округах Банська Штявниця  і Левіце.
Витікає в масиві Штявницькі гори на висоті 790 метрів. Протікає територією сіл Яблоньовце; Печеніце і Батовце.
Впадає в Сикеницю на висоті 221 метр.